# Samba Camara
Pour les articles homonymes, voir Camara.
Samba Camara, né le 14 novembre 1992 au Havre, est un footballeur international malien. Il joue au poste de défenseur central à Sivasspor. Il possède également la nationalité française.

## Biographie
Il signe son premier contrat professionnel en mai 2016 avec Le Havre AC.
Le 23 décembre 2019, il est transféré en Major League Soccer et rejoint le Revolution de la Nouvelle-Angleterre,. Puis le 20 janvier 2020, son contrat a finalement été annulé, pour un problème de visa. Il rejoint alors Sivasspor, en Turquie, club avec lequel il remporte la coupe de Turquie en 2021. En 2022, il prolonge son contrat avec le club turc, jusqu'en 2024.

## Statistiques
| Saison                | Club                  | Championnat           | Championnat | Championnat | Championnat | Coupe nationale | Coupe nationale | Coupe nationale | Coupe de la Ligue | Coupe de la Ligue | Coupe de la Ligue | Total | Total | Total |
| Saison                | Club                  | Division              | M.          | B.          | P.d.        | M.              | B.              | P.d.            | M.                | B.                | P.d.              | M.    | B.    | P.d.  |
| 2015-2016             | Le Havre AC           | Ligue 2               | 6           | 0           | 1           | 1               | 0               | 0               | 0                 | 0                 | 0                 | 7     | 0     | 1     |
| 2016-2017             | Le Havre AC           | Ligue 2               | 2           | 0           | 1           | 2               | 0               | 0               | 0                 | 0                 | 0                 | 4     | 0     | 1     |
| 2017-2018             | Le Havre AC           | Ligue 2               | 20          | 0           | 1           | 1               | 0               | 0               | 0                 | 0                 | 0                 | 21    | 0     | 1     |
| 2018-2019             | Le Havre AC           | Ligue 2               | 27          | 0           | 1           | 2               | 1               | 0               | 3                 | 0                 | 0                 | 32    | 1     | 1     |
| 2019-2020             | Le Havre AC           | Ligue 2               | 14          | 0           | 0           | 1               | 0               | 0               | 1                 | 0                 | 0                 | 16    | 0     | 0     |
| 2019-2020             | Sivasspor             | Süper Lig             | 0           | 0           | 0           | 0               | 0               | 0               | -                 | -                 | -                 | 0     | 0     | 0     |
| Total sur la carrière | Total sur la carrière | Total sur la carrière | 69          | 0           | 4           | 7               | 1               | 0               | 4                 | 0                 | 0                 | 80    | 1     | 4     |